# Männiku järv
Männiku järv är en konstgjord sjö i Estland. Den ligger på gränsen mellan Tallinns stad och Saku kommun i landskapet Harjumaa, 9 km söder om Tallinns centrala delar. Männiku järv ligger 45 meter över havet. Arean är 1,2 kvadratkilometer. Omedelbart nordöst om sjön ligger Raku järv.